# 马鬃苗族乡
马鬃苗族乡是中华人民共和国贵州省遵义市桐梓县下辖的一个民族乡。

## 行政区划
马鬃苗族乡下辖以下村级行政区划单位：
中岭村、中岗村、龙台村、同良村、坪庄村、出水村、梅子村、小坝村、桃子村和石板村。